# Рене Пейперс
Рене Антуан Пейперс (нід. Rene Antoine Pijpers, 15 вересня 1917, Свалмен — 22 березня 1944, там само) — нідерландський футболіст, що грав на позиції нападника за клуб «Рурмонд». Володар Кубку Нідерландів.

## Клубна кар'єра
У футболі дебютував виступами за команду «ДОСКО». Згодом клуб було перейменовано у «Рурмонд». За цей час виграв Кубок Нідерландів. У фіналі розіграшу сезону 1935-1936 «Рурмонд» здолав «КФК» з рахунком 4-2. Також за «Рурмонд» грали три брати Рене — Франс, Гаррі і Коен.

## Виступи за збірну
Був присутній в заявці збірної на чемпіонаті світу 1938 року у Франції, але на поле не виходив.
Помер 22 березня 1944 року на 27-му році життя у місті Свалмен.

## Титули і досягнення
- Володар Кубку Нідерландів (1):

«Рурмонд»: 1935-1936